# Zdeslavický potok
Zdeslavický potok je levostranný přítok říčky Vrchlice v okrese Kutná Hora ve Středočeském kraji. Délka jeho toku činí 5,7 km. Plocha povodí měří 10,3 km².

## Průběh toku
Potok pramení ve Švábinovském lese, jižně od osady Švábínov, v nadmořské výšce okolo 460 m. Na horním toku směřuje převážně na sever, protéká výše zmíněnou osadou, pod kterou spolu s levostranným přítokem Švábina napájí Švábinský rybník. Po několika stech metrech vzdouvá vody potoka další rybník, který se nazývá Hejniční. Pod hrází tohoto rybníka přijímá potok levostranný přítok přitékající od Vernýřova. Na středním a dolním toku se Zdeslavický potok obrací více na severovýchod, protéká v blízkosti Zdeslavic, severovýchodně od nichž přijímá zprava Pastvický potok, který je jeho největším přítokem. Do Vrchlice se vlévá západně od Krasoňovic na 21,6 říčním kilometru v nadmořské výšce okolo 395 m.

### Větší přítoky
- Švábina je levostranný přítok na 5,2 říčním kilometru.[1] Délka Švábiny činí 0,7 km.[1]
- Pastvický potok je pravostranný přítok na 1,6 říčním kilometru.[1] Potok pramení ve Švábinovském lese v nadmořské výšce okolo 450 m. Na horním toku vzdouvá jeho vody Pastvický rybník. Délka Pastvického potoka činí 2,5 km.[1]